# Götz Kühnemund
Götz Kühnemund (* 24. Mai 1966) ist ein deutscher Journalist und Sänger. Er ist Herausgeber des Magazins Deaf Forever. Zuvor war er von Januar 1990 bis Ende 2013 Chefredakteur des Magazins Rock Hard und arbeitete früher auch für das Magazin Metal Hammer. Unter dem Pseudonym Sir Pommes war er Sänger der Band Randalica.

## Werdegang
Kühnemund wuchs in der münsterländischen Stadt Lüdinghausen auf. Inspiriert vom Erscheinen des niederländischen Magazins Aardschok gründete Kühnemund 1982 mit den Metal Maniacs Germany den ersten überregionalen Heavy-Metal-Fanclub Deutschlands. Aus dem von ihm herausgegebenen Newsletter wurde 1983 das Fanzine Metal Maniacs, das sich 1984 dem Rock Hard anschloss. Ferner schrieb er für das Magazin Rock Power und ab 1986 für den Metal Hammer. Außerdem moderierte Kühnemund mit der Holy-Moses-Sängerin Sabina Classen und Frank Hinz das Magazin Mosh auf dem Fernsehsender RTL.
Da er beim Metal Hammer zunehmend unzufrieden war und sich das Rock Hard an den Zeitungskiosken etablierte, nahm er am 1. Januar 1990 den Posten des Chefredakteurs des Rock Hard an, den er bis Ende 2013 ausfüllte. Er äußerte jedoch, er habe sich „nie im Leben als Journalist gesehen“; er sei „immer noch derselbe Fan wie vor 30 Jahren“. Unter dem Pseudonym Sir Pommes trat Kühnemund als Sänger der Band Randalica auf, die im Jahre 1995 mit Knast, Tod oder Rock 'n' Roll ein Album veröffentlichten.
Einige Interviews von Götz Kühnemund sorgten für Kontroversen. So wurde Kühnemund beinahe in eine Schlägerei mit dem Slayer-Sänger Tom Araya verwickelt, nachdem Kühnemund Arayas Intelligenz angezweifelt hatte. Hintergrund waren einige von Kühnemund als naiv bezeichnete Aussagen Arayas über das Pinochet-Regime in Chile. Zu einem Streit kam es mit dem Running-Wild-Sänger Rolf Kasparek, nachdem Kühnemund den angeblichen Schlagzeuger „Angelo Sasso“ als Drumcomputer bezeichnet hatte.
Im Jahre 2006 sorgte ein Streitgespräch zwischen Kühnemund und dem Manowar-Bassisten Joey DeMaio für Aufsehen, in dem Kühnemund mit kritischen Fragen bezüglich der Verwendung von Playback bei Konzerten aufwartete. Am Ende des Interviews offenbarte DeMaio, dass er bereit sei, für den Metal notfalls zu sterben, eine Aussage, die Kühnemund und auch viele Fans als unglaubwürdig einstuften. Das Manowar-Lied Die for Metal, der Bonustitel auf ihrem Konzeptalbum Gods of War, wurde Kühnemund gewidmet.
Am 8. Januar 2014 wurde bekanntgegeben, dass das Rock Hard und Götz Kühnemund getrennte Wege gehen. Im Juni 2014 wurde Kühnemund Geschäftsführer der In Dubio Pro Metal Verlags- und Handelsgesellschaft mbH mit Sitz in Dortmund. Unter Mitarbeit weiterer ehemaliger Rock-Hard-Redakteure und -Mitarbeiter wie beispielsweise Wolf-Rüdiger Mühlmann wurde am 13. August 2014 die erste Ausgabe des auf Heavy Metal spezialisierten Musikmagazins Deaf Forever veröffentlicht.

## Diskografie
- 1995: Randalica – Knast, Tod oder Rock 'n' Roll